# De kaartspelers (Cézanne)
De kaartspelers (Frans:Les joueurs des cartes) is een schilderij van de Franse kunstschilder Paul Cézanne, geschilderd tussen 1893 en 1896, olieverf op doek, 47,5 x 57 centimeter. Het toont twee mannen die bijna symmetrisch tegenover elkaar zitten te kaarten. Het schilderij is thans in bezit van het Musée d'Orsay te Parijs.
Van het werk bestaan nog twee vrijwel identieke versies, waarvan er een in het bezit is van het Courtauld Institute of Art in Londen en een ander in privé bezit. Voor deze laatste versie werd in 2011 het op dat moment hoogste bedrag ooit voor een schilderij betaald, naar schatting tussen de 180 en 200 miljoen euro.

## Context
In de periode dat Cézanne aan De kaartspelers begon te werken, had hij lange tijd niet meer geëxposeerd. In 1877 nam hij voor de laatste keer deel aan een van de grote impressionistententoonstellingen en daarna was zijn werk alleen nog maar te zien in de winkel van verfhandelaar Pierre Tanguy, die ook door Vincent van Gogh werd geportretteerd. In de tussentijd had zijn werkwijze zich vanuit het impressionisme ontwikkeld richting een geheel eigen stijl die zich kenmerkte door een klassiek-monumentale, tijdloze logheid. Daarbij stond hij duidelijk onder invloed van Italiaanse Renaissance-kunstenaars uit de veertiende eeuw, met name Giotto, wiens werk hij ook kopieerde. In 1895 trad Cézanne uit zijn relatieve anonimiteit en oogstte hij veel lof tijdens een door kunsthandelaar Ambroise Vollard georganiseerde solo-expositie. Toen hij een jaar later met versies van De kaartspelers naar buiten trad, werden de werken direct bestempeld als meesterwerken.

## Afbeelding
De kaartspelers toont twee mannen aan een tafel, gebogen over hun kaartspel, zich niets aantrekkend van het café-rumoer dat hen ongetwijfeld omringt. De twee mannen zitten als rotsblokken tegenover elkaar en vormen bijna elkaars spiegelbeeld. Het tafereel straalt rust en concentratie uit, maar laat tegelijkertijd een bijna tastbare spanning tussen de twee spelers zien. De ene man leunt vrij ontspannen voorover terwijl de ander rechtop zit tegen de rechte rugleuning van zijn stoel, de handen dicht bij de tafelrand houdend. Het is een uitgebalanceerd doek dat door het verticale glimlicht in de fles als het ware in tweeën wordt gedeeld. De glinsterende flessenhals, de witte pijp in de mond van de man links en de witte boorden van beide spelers vestigen de blik strak op het spel in hun handen.De belijningen van de details zijn zorgvuldig op elkaar afgestemd.
Voor De kaartspelers stonden twee buurtgenoten van Cézanne model, onder wie zijn tuinman Alex Paulin. In de uitwerking heeft hij, als schilderde hij een stilleven, opvallend veel aandacht voor hun houding. Hier is geen sprake van een vluchtige impressionistische opzet: de geconcentreerde spelers ademen eerder een atmosfeer uit van religieuze rust. Het werk krijgt daarmee een zekere constructivistische monumentaliteit, met een veel klassiekere grondslag dan voor veel impressionisten uit die tijd acceptabel was. Tegelijkertijd heeft het tafereel iets bijzonder eigentijds, dat tot op de dag van vandaag een breed publiek intrigeert.

## Voorbereiding, versies
Cézanne schilderde tussen 1890 en 1896 in totaal vijf versies van kaartspelers, in twee nagenoeg identieke opzetten, drie in de uitwerking zoals hier besproken. Uit zijn schetsboeken is bekend geworden dat hij zijn schilderijen nauwgezet voorbereidde, getuige de vele voorstudies. Kunsthistoricus Theodore Reff wees daarbij op de mogelijke invloed van het schilderij Het kaartenhuis van Jean-Baptiste Siméon Chardin uit 1737, dat Cézanne in het Louvre bestudeerde.
De precieze chronologie van zijn kaartspeler-versies is moeilijk te bepalen, aangezien Cézanne zijn werken zelden dateerde en hij de eerste twee en de laatste drie vrijwel gelijktijdig presenteerde. Aangenomen wordt dat de hier beschreven versie van het Musée d'Orsay de laatste is uit de serie, omdat het de meest verfijnde is.

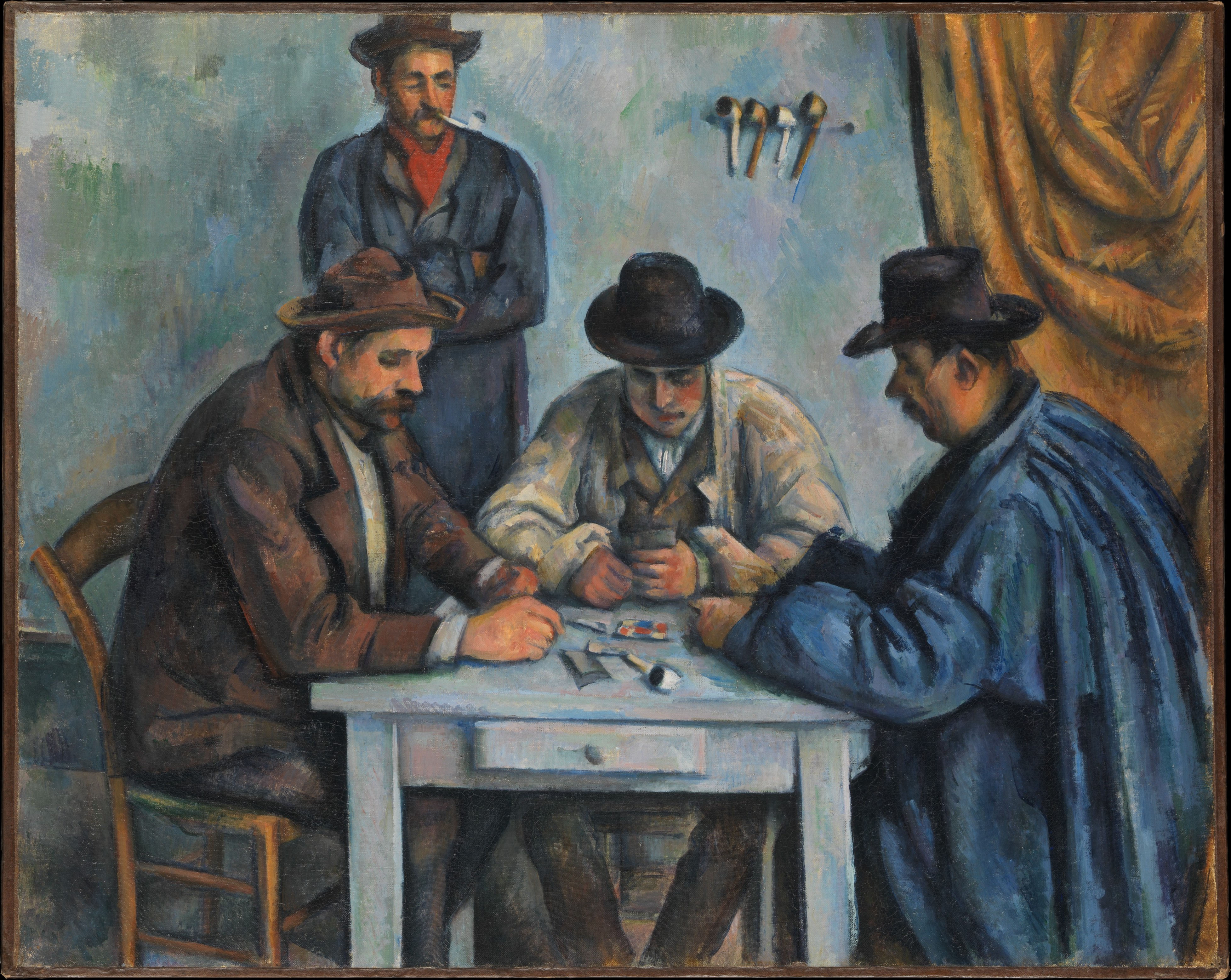
Les joueurs de cartes, 1890-1892, Metropolitan Museum of Art, New York, 64,5x81,9 cm.
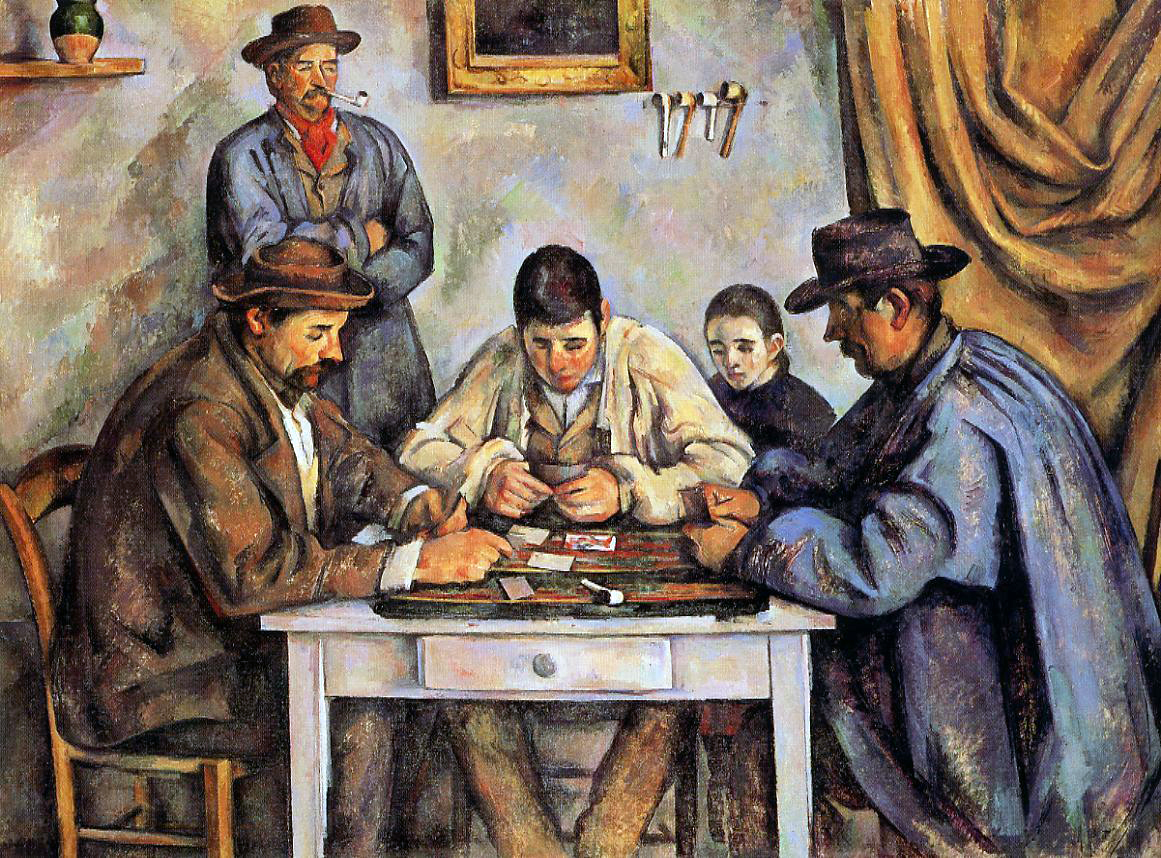
Les joueurs de cartes, 1890-1892, Barnes Foundation, Philadelphia, 134,6,5x180,3 cm.
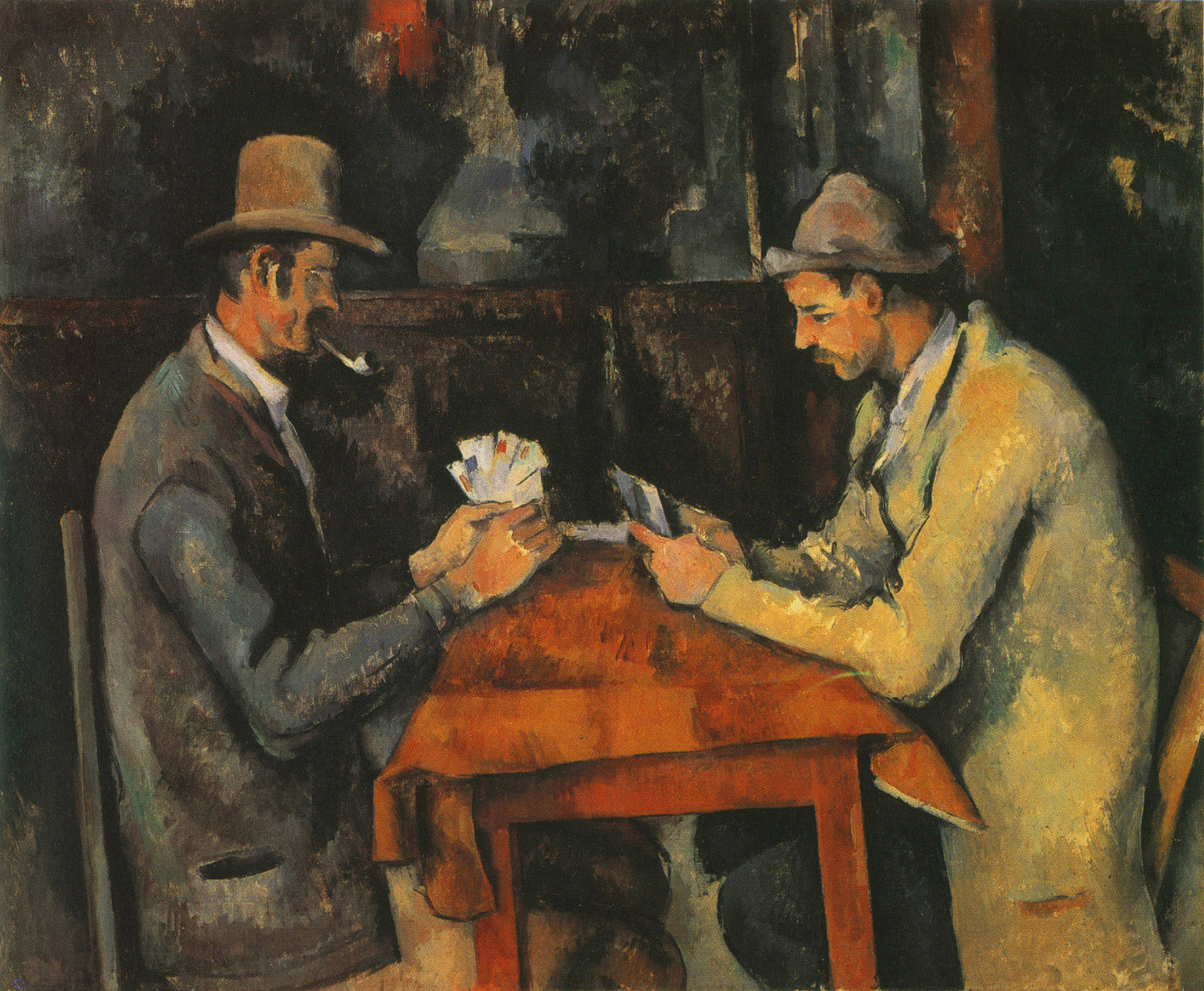
Les joueurs de cartes, 1892-1895, Courtauld Institute, Londen, 60x73 cm.
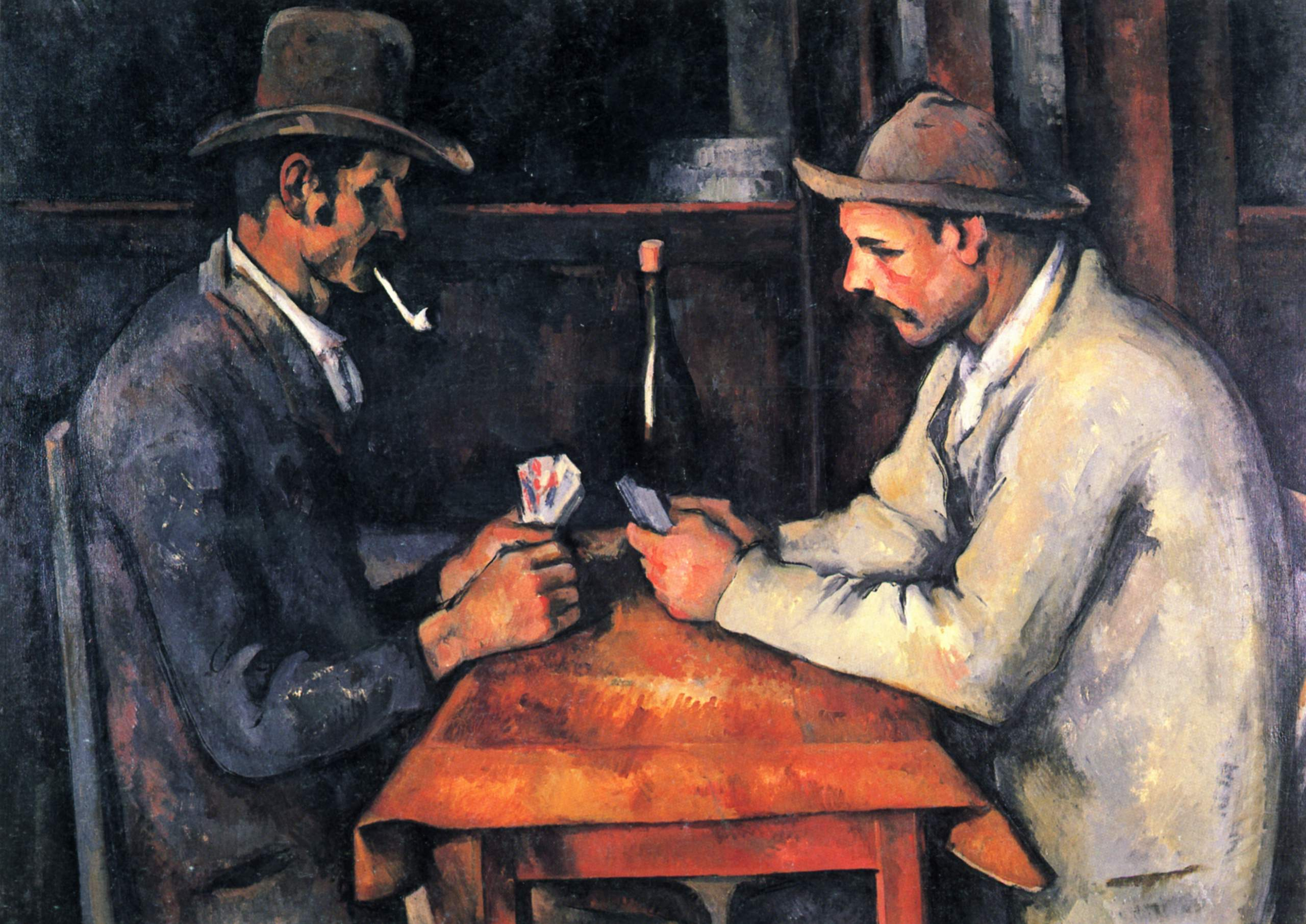
Les joueurs de cartes, 1892-1895, privé-bezit, 97x130 cm.
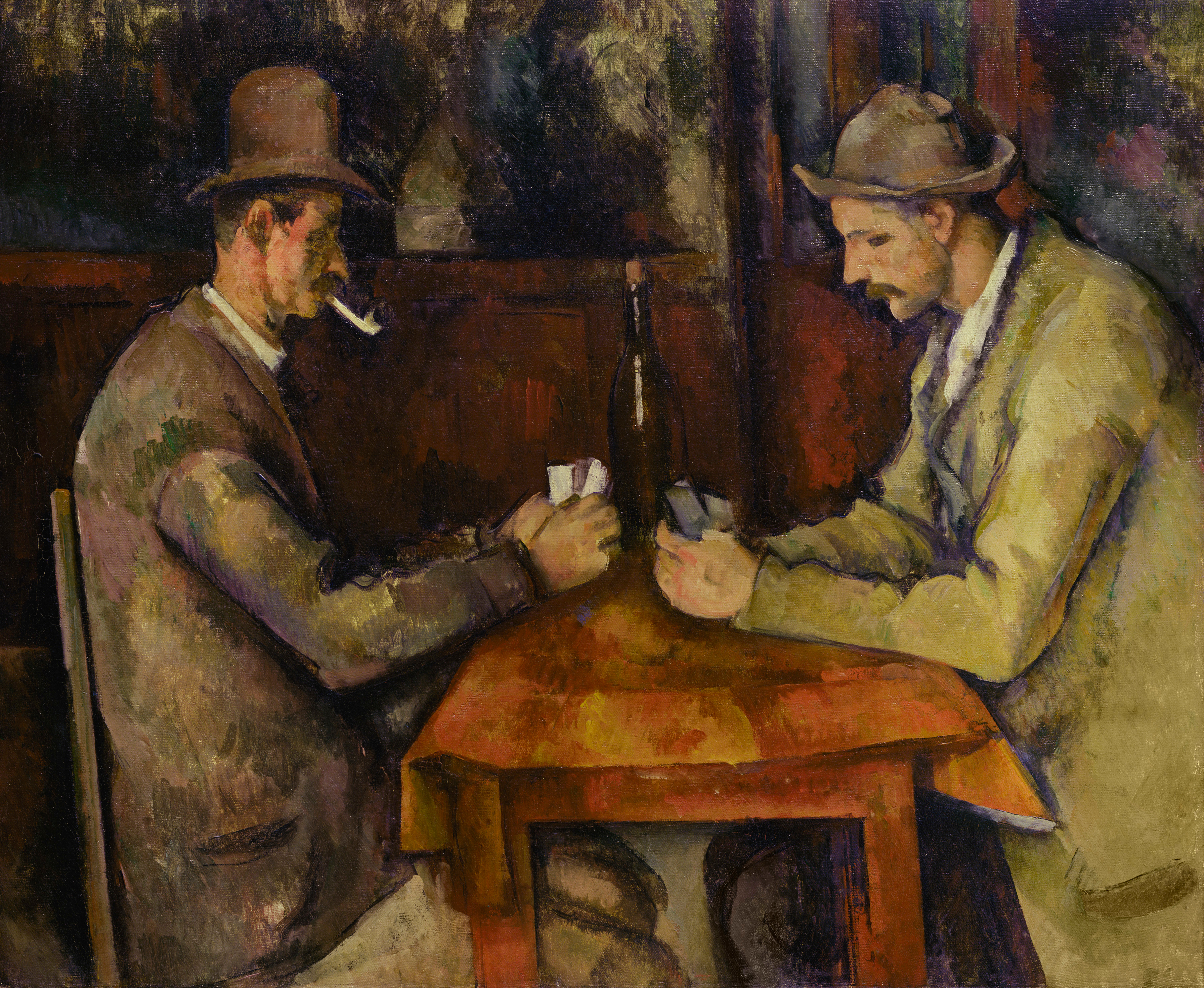
Les joueurs de cartes, 1893-1896, Musée d'Orsay, Parijs, 47,5x67 cm.

## Record
De versie die thans in privébezit is, werd in 2011 uit de nalatenschap van de Griekse reder Georges Embiricos verkocht aan een onbekende koper voor een bedrag van tussen de 180 en 200 miljoen euro, op dat moment een record voor een schilderwerk. Dit werk is niet toegankelijk voor publiek. Zelfs is niet openbaar bekend waar het werk zich thans bevindt.
In januari 2015 betaalde een verzamelaar uit Qatar 264 miljoen euro voor het schilderij Nafea faa ipoipo (Wanneer ga je trouwen?) van Paul Gauguin, waarmee het "record" van De kaartspelers werd overtroffen. Dit record bleef overeind tot november 2017.